# The Photographers' Gallery
The Photographers' Gallery est une galerie d'art de Londres entièrement consacrée à la photographie. Elle a été fondée en 1971 par la galeriste Sue Davies, qui l'a dirigée jusqu'en 1991.

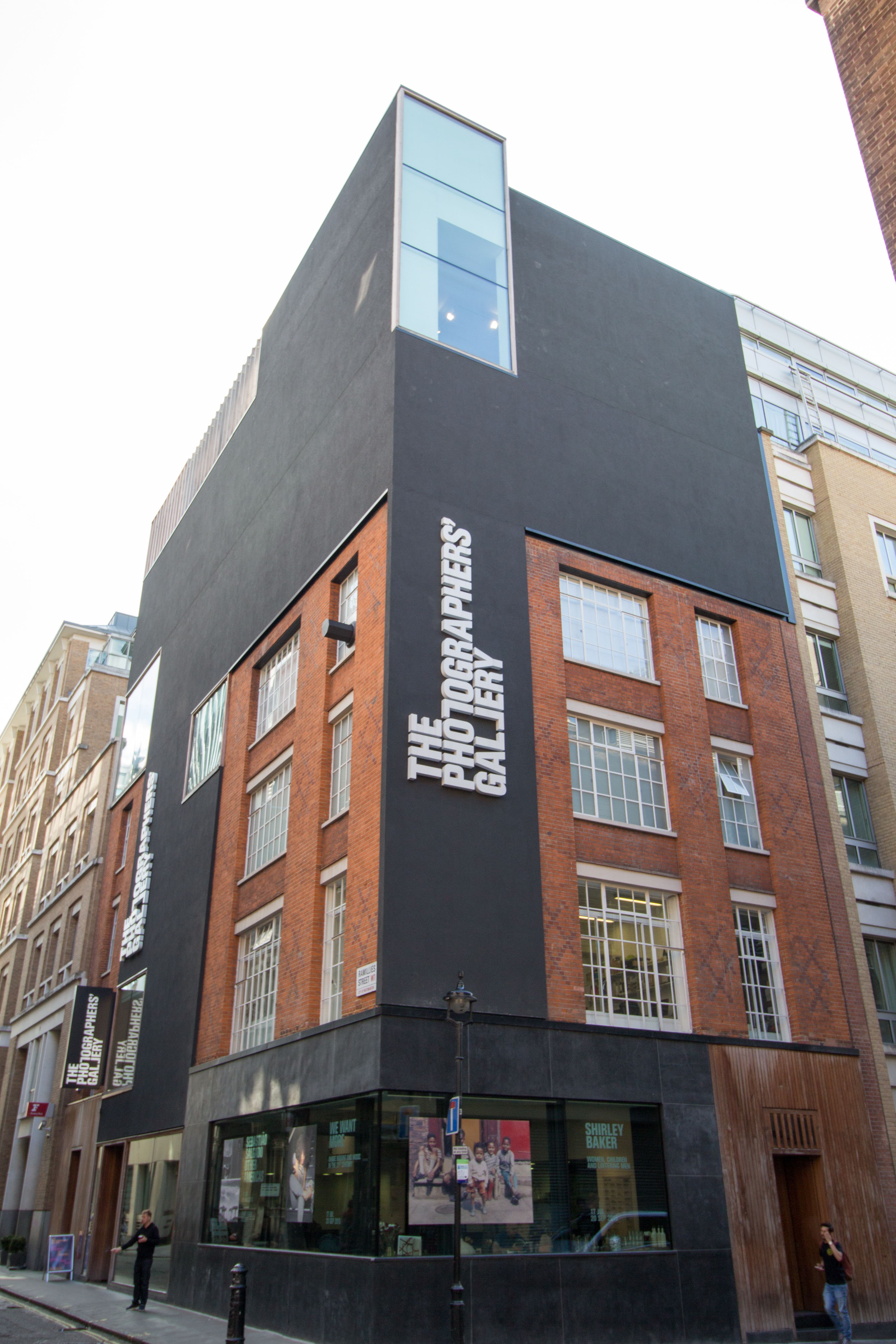
The Photographers' Gallery (2015).

En 1996, la galerie, associée à l'entreprise Deutsche Börse spécialisée dans les opérations boursières, crée le Prix Citigroup Photography.